# The Color Purple (roman)
The Color Purple is een  briefroman uit 1982 van de Amerikaanse auteur Alice Walker. Zij won er in 1983 zowel de Pulitzerprijs voor Fictie als de National Book Award voor Fictie mee. Later werd het boek verfilmd onder dezelfde titel en er werd ook een musical met dezelfde naam over gemaakt. 
Het verhaal speelt zich overwegend af in het landelijke Georgia en vertelt over de levensomstandigheden van zwarte vrouwen in de jaren 1930 in het zuiden van de Verenigde Staten. De roman is vaak het doelwit van censuur geworden en staat op de American Library Association list of the 100 Most Frequently Challenged Books of 2000-2009  op nummer zeventien vanwege de soms expliciete inhoud, en dan met name wegens het geweld dat erin voorkomt. 

## Verhaal
De hoofdpersoon in het verhaal is Celie, een twintigjarige arme zwarte vrouw die in haar brieven vertelt over haar leven vanaf haar veertiende jaar. Op haar veertiende werd ze  misbruikt en verkracht door haar vader en zij probeerde toen te beletten dat haar zus hetzelfde lot zou ondergaan. Dan vertelt ze over haar leven met "Mister", een wrede man die haar terroriseert. Uiteindelijk komt ze te weten dat haar man de hele tijd de brieven van haar zuster heeft achtergehouden, en de woede die ze voelt geeft haar de kracht om zichzelf te ontdekken en haar eigen weg te gaan. Haar goede vriendin Shug leert haar wat het betekent om onafhankelijk en liefdevol te zijn.